# Drakkar Noir
Drakkar Noir est un parfum pour les hommes de Guy Laroche créé par le parfumeur Pierre Wargnye.  
Un premier parfum, nommé Drakkar voit le jour en 1972  ; une seconde version, Drakkar Noir est introduite en 1982  et est fabriqué sous licence par le groupe L'Oréal.  
Le slogan publicitaire qui l'accompagnait était La douce violence d'un parfum d'homme. Au cours des années 80, pendant plus de 10 ans, il est resté en tête des ventes de parfum pour homme et une étude américaine indique qu'un américain sur deux déclare avoir porté Drakkar noir. En 2013, le footballeur Neymar devient pour quelque temps le nouveau visage de la marque .

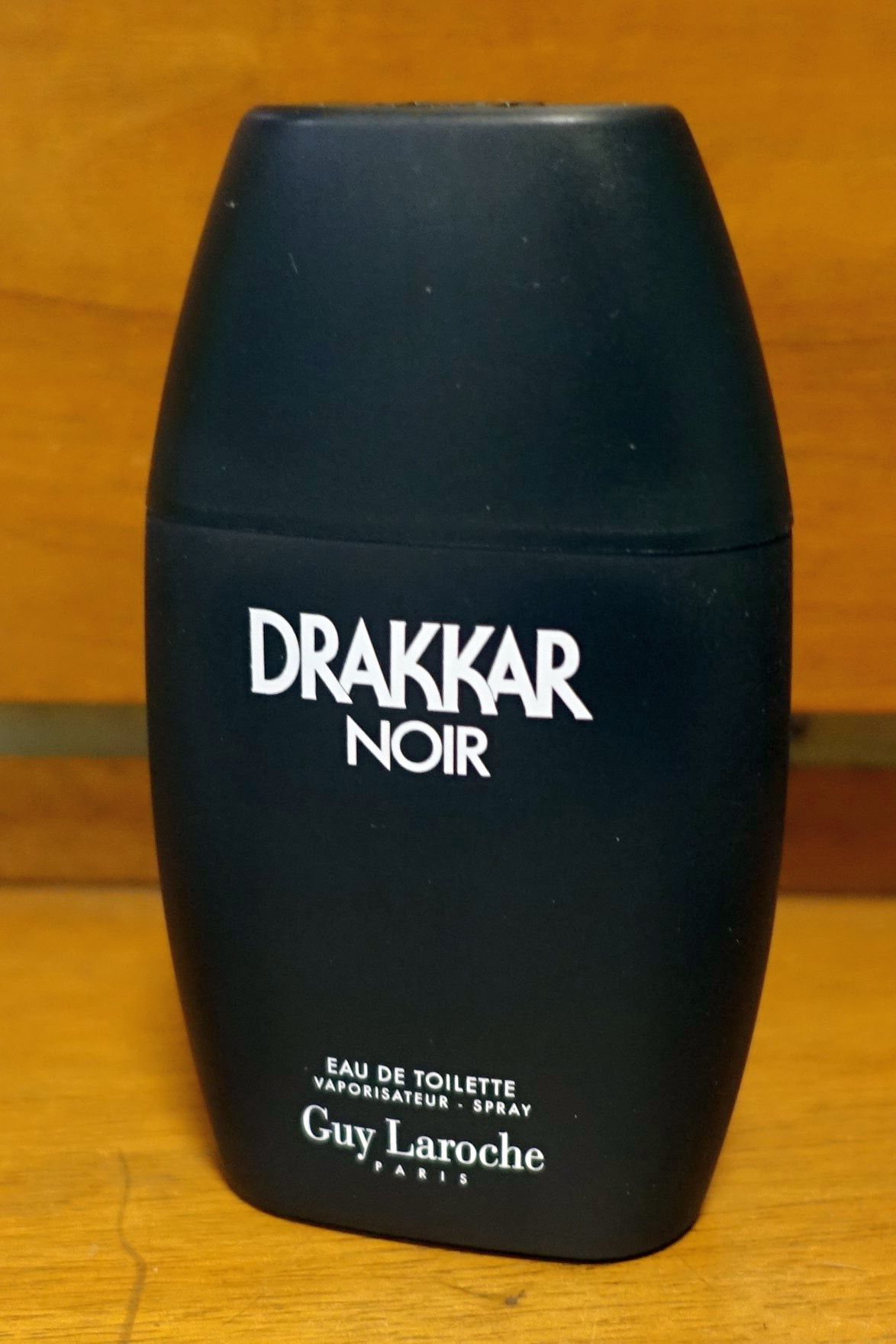
Perfume Drakkar Noir

## Description olfactive[5]
- Notes de tête : Armoise, lavande, romarin, citron, basilic
- Notes de cœur : Cardamome, note verte, géranium
- Notes de fond : Mousse de chêne, vétiver, coumarine, pin

## Reconnaissances
Il a remporté le FiFi Award 1985 dans la catégorie Men's Fragrance of the Year - Luxe, et en 2010, le Prix du parfum canadiens dans la catégorie Hall of Fame Award - men .